# Bannière droite de Sonid
Pour les articles homonymes, voir Sonid.
La bannière droite de Sonid (cyrillique : Сөнөд баруун хошуу ; chinois : 苏尼特右旗 ; pinyin : Sūnítè Yòu Qí) est une subdivision administrative de la région autonome de Mongolie-Intérieure en Chine. Elle est placée sous la juridiction de la ligue de Xilin Gol.

## Démographie
La population de la bannière était de 68 169 habitants en 1999.